# Unapologetic
Unapologetic —en español: Sin complejos— es el séptimo álbum de estudio de la cantante y compositora barbadense Rihanna, lanzado el 19 de noviembre de 2012 a través del sello discográfico Def Jam Recordings. El proceso de grabación se desarrolló entre junio y noviembre de 2012,  durante la promoción de su sexto álbum de estudio, Talk That Talk (2011). Rihanna trabajó como productora ejecutiva junto a viejos colaboradores como The-Dream, David Guetta, Chase & Status, y StarGate, además de incluir nuevos colaboradores como Mike Will Made-It y Labrinth. Por otra parte cuenta con la colaboración vocal de Chris Brown, Future, Mikky Ekko y Eminem. Su música incorpora pop, electrónica  y dubstep, tanto siguiendo el estilo de sus materiales anteriores Talk That Talk (2011) y Rated R (2009).
Tras su lanzamiento, Unapologetic recibió críticas generalmente favorables de los críticos de música, a quienes encontraron su música interesante, aunque algunos criticaron su contenido lírico. El disco debutó en la posición número uno de la Billboard 200, con ventas de 238 000 copias en su primera semana, convirtiéndose en el primer álbum de Rihanna en alcanzar el puesto número uno en dicha lista y la primera semana de mayor ventas de su carrera. También se convirtió en el quinto número uno consecutivo en el Reino Unido, México, Noruega y Suiza, respectivamente.
«Diamonds» lanzado como primer sencillo del álbum el 27 de septiembre de 2012, alcanzó el número uno en el Billboard Hot 100, además de encabezado las listas en 22 países del mundo. El álbum fue promovido por el 777 Tour antes de su lanzamiento, también se promocionará con el Diamonds World Tour en marzo de 2013.
Durante 2012, Unapologetic vendió 2 300 000 copias mundialmente, convirtiéndose en el octavo disco más vendido durante aquel año. A partir de octubre de 2014, había vendido 4 100 000.
En la quincuagésima sexta entrega de los premios Grammy de 2014 ganó un galardón en la categoría Mejor Álbum de Música Urbana Contemporánea.

## Antecedentes y desarrollo
En noviembre de 2011, Rihanna lanzó su sexto álbum de estudio titulado Talk That Talk. Musicalmente, el álbum fue arraigado en pop, dance, y R&B, pero también incorporó una variedad de otros géneros musicales como el hip hop, electro house, dancehall y el dubstep, un género que era prominente en su cuarto álbum de estudio Rated R (2009 ). Talk That Talk recibió críticas generalmente positivas de los actuales críticos de la música tras su lanzamiento. Fue un éxito comercial, alcanzando los diez primeros lugares en más de veinte listas nacionales, incluyendo el número uno en la lista de álbumes del Reino Unido y el número tres en el Billboard 200. El álbum produjo seis sencillos, incluyendo los éxitos «We Found Love» y «Where Have You Been». «We Found Love» encabezó las listas en más de 25 países y vendió más de 6.5 millones de copias en todo el mundo, convirtiéndose en uno de los sencillos más vendidos de todos los tiempos.
En marzo de 2012, Rihanna reveló que a pesar de que aún no había comenzado la grabación, había empezado a trabajar en el sonido de su séptimo álbum de estudio. El 12 de septiembre de 2012, Def Jam anunció a través de Twitter que Rihanna lanzaría un nuevo sencillo, mientras que su séptimo álbum de estudio estaba programado para ser lanzado en noviembre de 2012. Sin embargo, el tuit fue eliminado en breve y reemplazado por otro que aclaraba que más información estaría disponible. Para promover aún más el anuncio de su séptimo álbum de estudio, Rihanna lanzó un sitio web promocional llamado rihanna7. com. A través de su cuenta oficial de Twitter, Rihanna publicó una serie de adelantos del anunciando su séptimo álbum de estudio. El 11 de octubre de 2012, en uno de sus mensajes de Twitter reveló que el título de su nuevo álbum era Unapologetic junto con su carátula. En cuanto al título del álbum, Rihanna explicó que ella lo llamó así porque quería expresar honestidad, "puse el nombre al álbum de Unapologetic, porque sólo hay una verdad y no puedo disculparme por eso. Es honesto. Estoy en constante evolución, por supuesto, creo que el lema que lleva es ser fiel a mí misma".

## Grabación y producción
El 20 de junio de 2012, Rihanna comenzó a grabar su séptimo álbum de estudio, en colaboración con Nicky Romero y Burns. Rihanna y Burns reservaron tres días en un estudio de Londres, mientras Rihanna estaba actuando en el Radio 1's Hackney Weekend. También se confirmó que Rihanna trabajó con Eric Bellinger, Sean Garrett y Swedish House Mafia para su séptimo álbum. El 6 de julio de 2012, el ejecutivo de Def Jam No ID reveló que había comenzado a trabajar con Rihanna en el álbum, diciendo: "Yo voy en la próxima semana por alrededor de una semana". El 10 de julio de 2012, el cantante y productor británico Labrinth reveló a Capital FM que había estado trabajando con Rihanna en el álbum diciendo: "Se supone que debo estar trabajando con ella pronto, espero que lo que he hablado a sus representantes, creo que está actualmente trabajando en algunas cosas, todo el mundo está ahí en este momento y está trabajando en algunos estudios, por lo que parece es muy emocionante. Ella no está en mi estudio, sin embargo, espero tener algunos éxitos en el disco". El 17 de julio de 2012, se informó de que Rihanna iba a trabajar con el cantante de R&B Ne-Yo y N-Dubz miembro Fazer. En una entrevista con Capital FM, Ne-Yo habló sobre trabajar con Rihanna en el álbum diciendo: "Hace poco fuimos a hacer algunas cosas para Rihanna, ya sabes. Ella es la mujer que más trabaja en el mundo del espectáculo en estos momentos. Ella está en el proceso de juntar un nuevo álbum mientras hablamos, estuve con StarGate, David Guetta y algunas otras personas en ese proyecto.
El 13 de julio de 2012, Sean Garrett confirmó que había estado en el estudio con el DJ francés David Guetta trabajando en el álbum de Rihanna, diciendo: "Yo estaba en el estudio con David haciendo algunas cosas para Rihanna recientemente. Se inspira en las cosas que no me gustan, y me emociono por las cosas que no le gustan. Quiere ser más urbana y quiero ser más internacional, por lo que compiten entre ellos, trato de ayudar a Rihanna. Ella trabaja duro y es genial escribir para alguien que está tan de mente abierta". El 21 de agosto, la cantautora Claude Kelly reveló que había estado escribiendo canciones para Rihanna mientras ella se presentaba en Londres. Kelly habló sobre las canciones que había escrito para Rihanna diciendo: "Rihanna es una superestrella mundial en este momento, está actuando en estadios y arenas, así que querrá canciones que reflejaban su público, cuando estuve en Londres estaba actuando en un festival frente a entre 30,000 y 40,000 personas. Así que yo no quería pequeñas canciones que sólo funcionaran en la radio, así que traté de hacer grandes himnos de estadio". El 16 de agosto de 2012, la cantante británica Ángel reveló que había estado escribiendo para el álbum de Rihanna, diciendo: "Me encanta escribir canciones y es bueno lanzar pistas a otros artistas. Hace un par de semanas estaba haciendo algo escrito para Rihanna".

## Música y lírica
Rihanna habló sobre el sonido del álbum diciendo que le encanta trabajar con diferentes sonidos y mezclarlos. Rihanna también añadió: "En este momento estamos trabajando en la recolección y la creación del primer sonido, antes incluso, de empezar a trabajar con la lírica o melodías. Tengo una idea, sin embargo, es muy peligrosa en estos momentos. Así que estoy muy ansiosa por empezar". Sean Garrett habló sobre el sonido del álbum diciendo que era una gran mezcla de géneros. Rihanna relevó durante una entrevista con GQ que ella quería que su música fuera edificante, diciendo: "Quiero hacer música que sea optimista y edificante. Nada de lo cursi o supersentimental. Sólo quiero tener la sensación de que te saque de lo que estás pasando. Quiero que incendie la chispa. Quiero que sea real, auténtico y crudo".
Unapologetic es un álbum pop. La primera mitad del álbum se compone de canciones de Música electrónica de baile, que tienen efectos abrasivos y ritmos excéntricos. Al igual que la mayor parte del álbum, por lo general, se basan en el dubstep, así como de dance-pop. Jon Caramanica de The New York Times caracteriza la música del álbum como brutal y golpeada, citando la producción de David Guetta en «Phresh Out the Runway» y «Right Now» como ejemplo. El periodista Alexis Petridis dijo que algunos productores parecen haber pensado en probar algo diferente de los anteriores materiales de Rihanna, o por lo menos para reorganizar sonidos boga en formas menos conocidas. Jon Dolan de la revista Rolling Stone observa el crudo y sombrío R&B en el álbum. La segunda mitad de Unapologetic incorpora música disco, reggae y rock.
Canciones dubstep como «Phresh Out the Runway», «Jump» y «Pour It Up» celebran el carpe diem hedonismo. La mayor parte de la lírica del álbum probablemente hace referencia a la relación de Rihanna con Chris Brown, con las canciones de la segunda mitad del álbum, con referencias a una vida de amor disfuncional. La temática del álbum se refleja en una gran cantidad de pequeñas claves de sonidos a través de sus canciones. James Reed de The Boston Globe llama Unapologetic una respuesta, sobre todo a los que no aprueban su relación con Brown. El periodista musical Greg Kot percibe una celebridad subtexto en todo el álbum y caracteriza a los escritores de las canciones como con problemas, ansiosos, escriben que los personajes de estas canciones permanecen en un limbo de emociones encontradas, emocionalmente atraída por un amante e inquietos por el próximo paso a dar. Caryn Ganz de Spin escribe que Rihanna canta en Unapologetic sobre el amor, dinero y vivir el momento en las canciones «Pour It Up», «Loveeeee Song» y «Right Now», respectivamente.

### Canciones
El álbum abre con la pista «Phresh Out the Runway» que cuenta con hip hop y estilos Música electrónica de baile. «Diamonds» es un mid-tempo que incorpora géneros musicales como electrónica, soul y pop. «Numb» es una canción de fiesta lenta, con sabor del medio oriente. «Loveeeeeee Song» es un dueto con el rapero y cantante Future, con la voz suave de Rihanna y una lírica que postula el amor como un juego contradictorio. «Jump» es una canción con influencias dubstep y samples la canción «Pony» (1996) de Ginuwine. «Right Now»«» es un himno para los clubes.
«What Now» es una balada que contiene un duro coro. «Stay» es una balada que cuenta con piano e instrumentos de guitarra. «Nobody's Business» ofrece partes en piano y ritmos Four-on-the-floor. Rihanna dice que la letra de la canción es básicamente la manera en que ve todo con respecto a su vida personal. «Love Without Tragedy/ Mother Mary» es una canción muy personal, de dos partes, comienza con un estado de ánimo sombrío y voces inspiradoras de Rihanna. «Get It Over With» es un down-tempo y «No Love Allowed» es una canción reggae. La última canción «Lost in Paradise» es una balada mid-tempo.

## Recepción

### Crítica
En Metacritic, que da una calificación máxima de 100 a comentarios de la prensa dominante, Unapologetic recibió un promedio de 66, lo que indica críticas generalmente favorables, basado en 25 comentarios. Alexis Petridis de The Guardian encontró el álbum musicalmente más interesante que Talk That Talk y diciendo: "hay cosas aquí que valen la pena escuchar, si se pudiera desenredar la música de la vida personal del artista". Alex Macpherson de hecho citó el material como muy interesante y eficaz desde Rated R (álbum de Rihanna) y dijo: "Incluso cuando Unapologetic falla, a menudo lo hace de una manera interesante". El editor de Allmusic, Andy Kellman, opinó que la única manera de disfrutar una parte significativa del álbum es a través de puro entretenimiento y lo llamó otra actualización oportuna de la música pop contemporánea. Dan Martin de NME comentó que, en su mejor momento,Unapologetic hs apodado s Rihanna la más convincente de los fenómenos pop. Jon Dolan de la revista Rolling Stone encontró el álbum conflictivamente honesto y cantado a una pulgada de su vida. Jon Caramanica de The New York Times afirmó que incluso en las canciones más vulnerables, mantiene la calma, una vez que rayan en lo sensiblero. Smokey Fontaine de The Huffington Post lo llamó cinético y variado musicalmente, escribiendo que tiene sonidos de explosiones y cultura juvenil a través de cada pista.
En una revisión mixta, Genevieve Koski de The AV Club criticó a Rihanna por ampliar el tono desafiante del álbum a su vida romántica y lo calificó como un disco de fuego pop que está desgraciadamente recubierto en el residuo repulsivo de desafío, no ganado, que ha marcado la producción de Brown. Randall Roberts, de Los Angeles Times consideró que su lírica resulta ser veneno, aunque musicalmente, Rihanna se ha convertido en una de las más vanguardistas divas del pop. Simon Price de The Independent criticó la cantante como aburrida. Greg Kot de la Chicago Tribune escribió que sus canciones dubstep se sienten como respiros en el contexto de un álbum dominado por las baladas y letras introspectivas al menos superficialmente. Eric Henderson de Slant Magazine comentó que el álbum suena improvisado y dijo: "Si sólo la música fuera lo suficientemente convincente como para respaldar la mala fe suprema de la lírica. Jessica Hopper de Pitchfork Media dijo que las canciones son aburridas, no vale la pena nuestro tiempo y no es digno talento de Rihanna.

### Rendimiento comercial
En los Estados Unidos, Unapologetic debutó en el número uno en el Billboard 200 con ventas de 238,000, convirtiéndose en el primer álbum número uno de Rihanna en el país. Además, se convirtió en la primera semana más vendida de su carrera, superando a su quinto álbum de estudio Loud (2010), que debutó en el número tres con ventas de 207,000. En la misma semana, el primer sencillo del álbum, «Diamonds» se mantuvo en la cima del Billboard Hot 100 por segunda semana consecutiva. Como resultado de ello, Rihanna se convirtió en la segundo artista del 2012 en domindar tanto el Billboard 200 como el Billboard Hot 100 al mismo tiempo, siendo Adele la primera cantautora en lograrlo. Solo durante la primera mitad de 2013, vendió 494 000 copias en los Estados Unidos, donde se convirtió en el décimo sexto álbum más vendido durante dicho periodo.
El álbum debutó en el número uno en el UK Albums Chart con ventas de más de 99.000 copias vendidas en su primera semana, marcando el cuarto álbum de Rihanna en alcanzar el primer puesto en el Reino Unido, a raíz de Good Girl Gone Bad, Loud y Talk That Talk. Además, se convirtió en el tercer álbum consecutivo de Rihanna en estar en la cime de la lista, empatando con Madonna, Eva Cassidy y Norah Jones, como las artistas femeninas con más álbumes números uno consecutivos. El álbum también se convirtió en el quinto álbum número uno consecutivo de Rihanna en Suiza. Unapologetic también alcanzó el número uno en Noruega, siendo el cuarto álbum consecutivo de Rihanna en el país. En la región de Flandes de Bélgica, el álbum se convirtió en la más alta posición de Rihanna en la lista de álbumes, alcanzando el número dos, superando el número tres de sus dos materiales anteriores, Loud (2010) y Talk That Talk (2011).
En Dinamarca, Unapologetic fue certificado oro por la IFPI, que denota los envíos de 10.000 ejemplares.

## Lanzamiento y promoción
En septiembre de 2012 se reveló que el álbum sería lanzado a fines de noviembre de 2012. A principios de octubre, se informó de que el álbum sería lanzado el 19 de noviembre de 2012. El 2 de noviembre de 2012, Rihanna dio a conocer un video tras bastidores de lo que sucedió durante la grabación del disco.

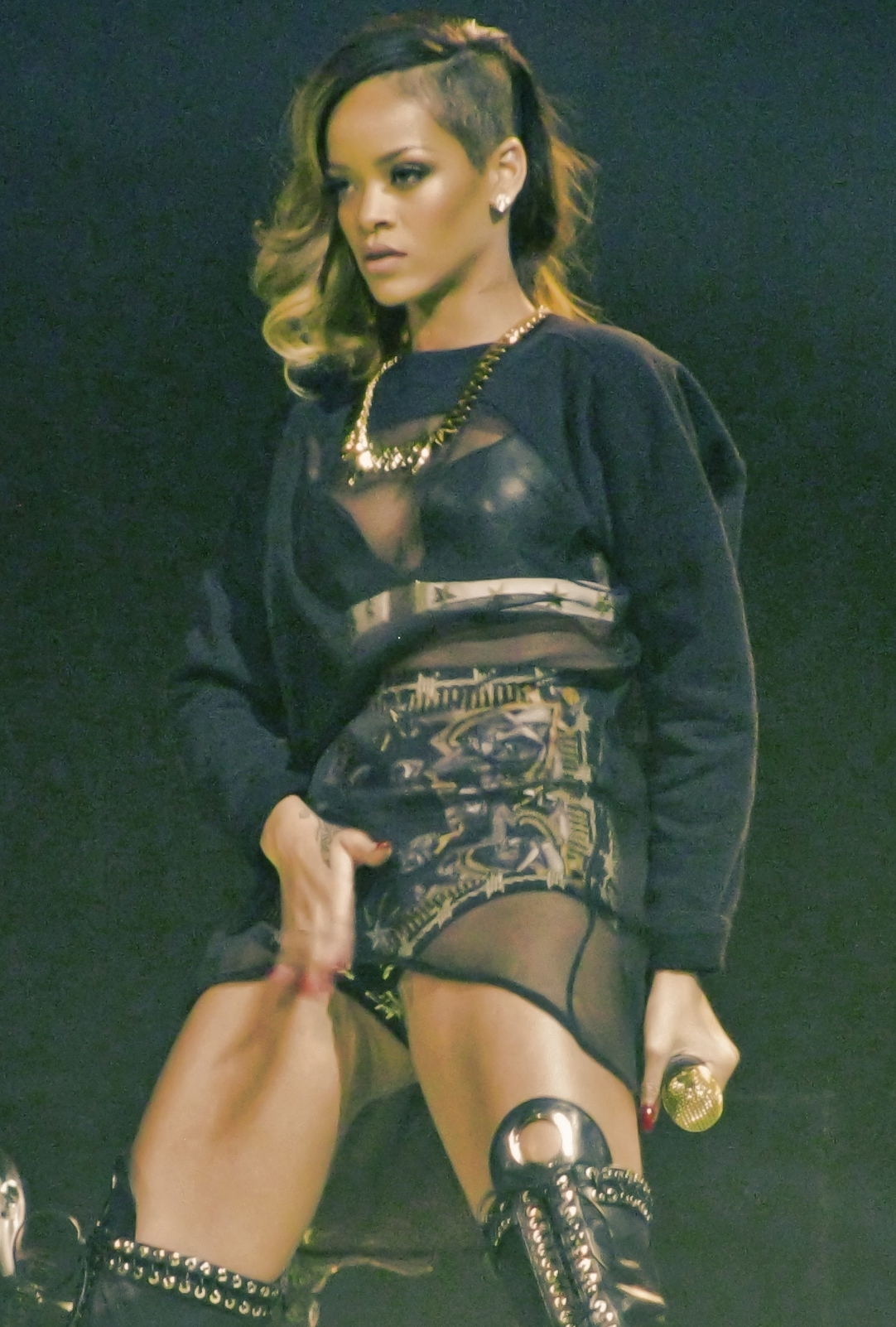
Rihanna cantando en su gira Diamonds World Tour.

### Sencillos
«Diamonds» fue lanzado como el primer sencillo de Unapologetic, que se estrenó el 26 de septiembre de 2012 y se lanzó digitalmente el día siguiente. La portada del sencillo cuenta con Rihanna enrollando diamantes en un pedazo de papel para marihuana. «Diamonds» debutó en el número dieciséis en el Billboard Hot 100, con el tiempo alcanzó el número uno, dando a Rihanna su duodécimo número uno en el país y la empató, con Madonna y The Supremes, en el quinto lugar de la lista de los artistas con más números uno de la historia de la lista.
Stay (con Mikky Ekko) se lanzó como el segundo sencillo del álbum el 7 de enero de 2013. Tras el lanzamiento de Unapologetic, «Stay», apareció en múltiples listas musicales de todo el mundo. Después de su lanzamiento como sencillo, alcanzó el número uno en Canadá, Dinamarca, Sudáfrica e Israel y se ha colocado entre los cinco primeros puestos en dieciséis países, entre ellos Australia, Francia, Alemania, Noruega, Suiza y el Reino Unido. También se ha alcanzado el número tres en el Billboard Hot 100, convirtiéndose en el sencillo número 24 de Rihanna en colocarse entre los diez primeros puestos de la lista, superando a Whitney Houston. Además, se alcanzó el número 15 en la lista Pop Songs. El video musical de la canción, dirigido por Sophie Muller, presenta a Rihanna desnuda en una bañera llena de agua turbia, mientras Mikky Ekko esta en un cuarto de baño. Los críticos compararon la vulnerabilidad y emoción en estado puro en el video para la canción en sí.
Pour It Up se consolidó, finalmente, como el siguiente 3.er single lanzado el 8 de enero de 2013. El video muestra a la cantante haciendo twerk, junto con profesionales en el baile del caño.
Right Now (Ft. David Guetta) es el 4º sencillo de su disco, Unapologetic publicado el 28 de mayo de 2013, "What Now" fue el 5° y último sencillo del álbum.

### 777 Tour
El 14 de noviembre, Rihanna se embarcó en una gira promocional de siete fechas titulada 777 Tour. Las presentaciones se llevaron a cabo en siete ciudades diferentes en siete diferentes países, de América y Europa, en siete días para promover UNAPOLOGETIC. A la gira se llevó un grupo de aficionados y prensa internacional con más de 150 periodistas de 82 países, a bordo de un Boeing 777.

### Diamonds World Tour
Para mayor promoción del álbum, Rihanna se embarcará en su quinta gira de conciertos en el 2013. Hasta el momento, las fechas de Norteamérica y Europa han sido anunciados. ASAP Rocky actuará como artista invitado en las fechas de América del Norte, mientras que David Guetta ha sido confirmado como el acto de apoyo para determinadas fechas europeas, incluyendo las fechas de Londres y París.

## Lista de canciones
| Unapologetic |                                       | |                                      |          |  |
| N.º          | Título                                | Escritor(es)                                                                                                | Productor (es)                       | Duración |  |
| 1.           | «Phresh Out The Runway»               | David Guetta, Giorgio Tuinfort, Terius Nash                                                                 | Guetta, Tuinfort, The-Dream          | 3:42     |  |
| 2.           | «Diamonds»                            | Sia Furler, Benjamin Levin, Mikkel S. Eriksen, Tor Erik Hermansen                                           | StarGate, Benny Blanco               | 3:45     |  |
| 3.           | «Numb» (con Eminem)                   | Sam Dew, Warren Felder, Ronald "Flip" Colson, Marshall Mathers, Kanye West, Aldrin Davis, Connie Mitchell   | @Oakwud, @Flippa123, @PopWansel      | 3:25     |  |
| 4.           | «Pour It Up»                          | Michael Williams, Theron Thomas, Timothy Thomas                                                             | Mike Will Made-It, J-Bo              | 2:41     |  |
| 5.           | «Cockiness (Love it)»                 | Candice Pillay, D. Loernathy, Shondrae Crawford, Fenty                                                      | Bangladesh                           | 2:58     |  |
| 6.           | «Loveeeeeee Song» (con Future)        | Nayvadius Wilburn, Denisia "Blue June" Andrews                                                              | Future                               | 4:16     |  |
| 7.           | «Jump»                                | Kevin Cossum, Eriksen, Hermansen, Williams, Milton, Kennard, Stephen Garrett, Elgin Lumpkin, Timothy Mosely | StarGate, Chase & Status             | 4:24     |  |
| 8.           | «Right Now» (con David Guetta)        | Guetta, Eriksen, Hermansen, Shaffer Smith, Ester Dean, Tuinfort, Nick Rotteveel, Nash                       | Nicky Romero, StarGate, David Guetta | 3:01     |  |
| 9.           | «What Now»                            | Olivia Waithe, Parker Ighile, Nathan Cassells                                                               | Ighile, Cassells                     | 4:03     |  |
| 10.          | «Stay» (con Mikky Ekko)               | Mikky Ekko, Justin Parker, Elof Loelv                                                                       | Ekko, Loelv, Parker                  | 4:00     |  |
| 11.          | «Nobody's Business» (con Chris Brown) | Nash, Carlos McKinney                                                                                       | The-Dream, McKinney                  | 3:36     |  |
| 12.          | «Love Without Tragedy/ Mother Mary»   | Nash, McKinney                                                                                              | The-Dream, McKinney                  | 6:58     |  |
| 13.          | «Get It Over With»                    | James Fauntleroy, Brian Seals                                                                               | Brian Kennedy                        | 3:31     |  |
| 14.          | «No Love Allowed»                     | Sean Fenton, Alexander Izquierdo, Ernest Wilson, Steve Wyreman                                              | No ID                                | 4:09     |  |
| 15.          | «Lost in Paradise»                    | Dean, Eriksen, Hermansen, Timothy McKenzie                                                                  | StarGate, Labrinth                   | 3:35     |  |

| Edición Deluxe |                                           |                                                     |                        |          |  |
| N.º            | Título                                    | Escritor(es)                                        | Producer(s)            | Duración |  |
| 15.            | «Half of Me»                              | Emeli Sandé, Eriksen, Hermansen, Shahid Khan, Adele | StarGate, Naughty Boy  | 3:12     |  |
| 16.            | «Diamonds» (Dave Audé 100 Extended)       | Furler, Levin, Eriksen, Hermansen                   | Benny Blanco, StarGate | 5:03     |  |
| 17.            | «Diamonds» (Gregor Salto Downtempo Remix) | Furler, Levin, Eriksen, Hermansen                   | Benny Blanco, StarGate | 4:29     |  |
| 18.            | «First Look: 2012 LOUD Tour»              |                                                     |                        | 23:04    |  |

Notas
- Cockiness (Love It) tiene un sample de la canción Summertime de Greg Kinnear, la cual fue utilizada en la película Stuck On You en la escena del musical de Bonnie And Clyde.

## Formatos
Edición Estándar
- Versión Estándar de Unapologetic

Edición Deluxe
- Versión Deluxe de Unapologetic
- Bonus DVD, incluyendo imágenes nunca antes publicadas y Loud Tour de Rihanna grabado en vivo en "London's O2 Arena"

Diamonds Deluxe Edition Box
- CD Unapologetic
- Bonus DVD
- Camisa con una foto del álbum photoshoot
- Brazalete inspirado en Diamonds
- 7 stickers para laptop
- 28 páginas de fotos
- Cartel de Rihanna en mosaico de fotos de Fanes

Diamonds Platinum Edition Box
- CD Unapologetic
- Bonus DVD
- 28 páginas de fotos
- Memoria USB 2gb Unapologetic con espacio abundante para fotos de alta definición, documentos con gráficos intensivos, videos, hojas de cálculo, presentaciones, trabajos académicos y música que pueden ser almacenados y recuperados en un flash.
- Camisa con una foto del álbum photoshoot
- 7 litografías de arte de impresión 12 x 15, unidas con una banda escrita a mano del logo R
- 3 adhesivos para dispositivo
- 7 stickers para laptop
- Una nota personal 11 x 17 a los fanes, escrita a mano por Rihanna
- Vinilo de Remixes de Diamonds
- View-Master incluye un carrete de imágenes en 3D
- 40 páginas de cuaderno con notas escritas a mano y letras
- Cartel de Rihanna en mosaico con fotos de Fanes

## Posicionamiento en listas

### Semanales
| País              | Lista (2012)                 | Mejor Posición |
| ----------------- | ---------------------------- | -------------- |
| Alemania          | German Albums Chart          | 3              |
| Australia         | Australia Albums Chart       | 8              |
| Australia         | Australia Urban Albums Chart | 1              |
| Austria           | Austrian Albums Chart        | 5              |
| Bélgica (Flandes) | Belgium Albums Chart         | 2              |
| Bélgica (Valonia) | Belgium Albums Chart         | 5              |
| Canadá            | Canadian Albums Chart        | 1              |
| Croacia           | Croatian Albums Chart        | 4              |
| Dinamarca         | Danish Albums Chart          | 7              |
| Escocia           | Scottish Albums Chart        | 3              |
| España            | Spanish Albums Chart         | 9              |
| Estados Unidos    | Billboard 200                | 1              |
| Estados Unidos    | R&B/Hip-Hop Albums           | 1              |
| Finlandia         | Finnish Albums Chart         | 12             |
| Francia           | French Albums Chart          | 3              |
| Grecia            | Greek Albums Chart           | 8              |
| Hungría           | Hungarian Albums Chart       | 15             |
| Irlanda           | Irish Albums Chart           | 1              |
| Italia            | Italian Albums Chart         | 7              |
| Japón             | Japanese Albums Chart        | 11             |
| México            | Top 100 México               | 16             |
| Noruega           | Norwegian Albums Chart       | 1              |
| Nueva Zelanda     | New Zealand Albums Chart     | 5              |
| Países Bajos      | Dutch Albums Chart           | 6              |
| Polonia           | Polish Albums Chart          | 4              |
| Portugal          | Portuguese Albums Chart      | 11             |
| Reino Unido       | UK Albums Chart              | 1              |
| Reino Unido       | UK R&B Albums                | 1              |
| República Checa   | Czech Republic Albums Chart  | 12             |
| Rumania           | Romanian Albums Chart        | 1              |
| Rusia             | Russian Albums Chart         | 9              |
| Suiza             | Swiss Albums Chart           | 1              |
| Suecia            | Swedish Albums Chart         | 15             |

### Certificaciones
| País           | Organismo certificador | Certificación | Ventas certificadas | Simbolización | Ref.    |
| -------------- | ---------------------- | ------------- | ------------------- | ------------- | ------- |
| Australia      | ARIA                   | Platino       | 70 000              | ▲             | [ 101 ] |
| Alemania       | BVMI                   | Oro           | 100 000             | ▲             | [ 102 ] |
| Austria        | IFPI — Austria         | Platino       | 15 000              | ▲             | [ 103 ] |
| Bélgica        | BEA                    | Oro           | 20 000              | ●             | [ 104 ] |
| Brasil         | ABPD                   | Oro           | 20 000              | ●             | [ 105 ] |
| Canadá         | Music Canada           | Platino       | 80 000              | ▲             | [ 106 ] |
| Colombia       | UMC                    | Oro           | 5 000               | ●             | [ 107 ] |
| Dinamarca      | IFPI — Dinamarca       | Oro           | 10 000              | ●             | [ 62 ]  |
| Estados Unidos | RIAA                   | x3 Platino    | 3 000               | 3▲            | [ 108 ] |
| España         | Promusicae — España    | Oro           | 20 000              | ●             | [ 109 ] |
| Francia        | SNEP                   | Platino       | 200 000             | 2▲            | [ 110 ] |
| Hungría        | Mahasz                 | Oro           | 1 000               | ●             | [ 111 ] |
| Irlanda        | IRMA                   | Platino       | 30 000              | 2▲            | [ 112 ] |
| Italia         | FIMI                   | Oro           | 25 000              | ●             | [ 113 ] |
| México         | AMPROFON               | Oro           | 30 000              | ●             | [ 101 ] |
| Nueva Zelanda  | RIANZ                  | Oro           | 7 500               | ●             | [ 114 ] |
| Polonia        | ZPAV                   | Platino       | 60 000              | 3▲            | [ 115 ] |
| Reino Unido    | BPI                    | Platino       | 600 000             | 2▲            | [ 116 ] |
| Suecia         | GLF                    | Platino       | 40 000              | ▲             | [ 117 ] |
| Suiza          | IFPI                   | Platino       | 20 000              | ▲             | [ 118 ] |

## Premios y nominaciones recibidas
Unapologetic ha sido nominado en distintas ceremonias de premiación. A continuación, una lista con algunas de las candidaturas que obtuvo el álbum y sus sencillos:
| Año  | Ceremonia                    | Trabajo        | Categoría                          | Resultado |
| ---- | ---------------------------- | -------------- | ---------------------------------- | --------- |
| 2012 | Song of the Year             | «Diamonds»     | Canción del Año                    | Nominado  |
| 2012 | VevoCertified Awards         | «Diamonds»     | 100 000 000 Views                  | Ganador   |
| 2013 | NRJ Music Awards             | «Diamonds»     | Mejor Canción Internacional        | Nominado  |
| 2013 | Echo Awards                  | «Diamonds»     | Éxito del Año                      | Nominado  |
| 2013 | VevoCertified Awards         | «Stay»         | 100 000 000 Views                  | Ganador   |
| 2013 | Billboard Music Awards       | Unapologetic   | Mejor Álbum R&B                    | Ganador   |
| 2013 | Billboard Music Awards       | «Diamonds»     | Mejor Canción R&B                  | Ganador   |
| 2013 | World Music Awards           | «Diamonds»     | Mejor Canción                      | Pendiente |
| 2013 | World Music Awards           | «Diamonds»     | Mejor video                        | Pendiente |
| 2013 | World Music Awards           | «Stay»         | Mejor Canción                      | Pendiente |
| 2013 | World Music Awards           | Unapologetic   | Mejor Álbum                        | Pendiente |
| 2013 | MTV Video Music Awards Japan | «Diamonds»     | Mejor video R&B                    | Pendiente |
| 2013 | MTV Video Music Awards Japan | «Diamonds»     | Mejor video Femenino               | Pendiente |
| 2013 | BET Awards                   | «Diamonds»     | Video del Año                      | Nominado  |
| 2013 | BET Awards                   | «Diamonds»     | Elección de los Espectadores       | Nominado  |
| 2013 | Oye! Awards                  | «Diamonds»     | Video del Año en inglés            | Pendiente |
| 2013 | MuchMusic Awards             | «Diamonds»     | Video Internacional del Año        | Pendiente |
| 2013 | APRA Awards                  | «Diamonds»     | Trabajo Pop del Año                | Pendiente |
| 2013 | MTV Video Music Awards       | «Stay»         | Mejor video Femenino               | Nominado  |
| 2013 | MTV Europe Music Awards      | «Diamonds»     | Canción del Año                    | Nominado  |
| 2013 | VevoCertified Awards         | «Pour It Up»   | 100 000 000 Views                  | Ganador   |
| 2013 | American Music Awards        | «Unapologetic» | Favorite Soul/R&B Álbum            | Nominado  |
| 2014 | Grammy Awards                | «Unapologetic» | Mejor álbum urbano contemporáneo   | Ganador   |
| 2014 | Grammy Awards                | «Stay»         | Mejor interpretación pop dúo/grupo | Nominado  |
| 2014 | iHeartRadio Music Awards     | «Stay»         | Mejor Colaboración                 | Nominado  |
| 2014 | iHeartRadio Music Awards     | «Stay»         | Canción del Año                    | Ganador   |
| 2014 | iHeartRadio Music Awards     | «Pour It Up»   | HIP HOP/R&B Canción del año        | Ganador   |

## Lanzamiento
| País           | Fecha                   | Formato     | Discografía        | Edición                   |
| -------------- | ----------------------- | ----------- | ------------------ | ------------------------- |
| Australia      | 19 de noviembre de 2012 | CD / CD+DVD | Universal Music    | Estándar / Edición Deluxe |
| Francia        | 19 de noviembre de 2012 | CD / CD+DVD | Universal Music    | Estándar / Edición Deluxe |
| Alemania       | 19 de noviembre de 2012 | CD / CD+DVD | Universal Music    | Estándar / Edición Deluxe |
| Colombia       | 19 de noviembre de 2012 | CD / CD+DVD |                    | Estándar / Edición Deluxe |
| Reino Unido    | 19 de noviembre de 2012 | CD / CD+DVD | Mercury Records    | Estándar / Edición Deluxe |
| Estados Unidos | 19 de noviembre de 2012 | CD / CD+DVD | Def Jam Recordings | Estándar / Edición Deluxe |
| Puerto Rico    |                         | CD / CD+DVD | Def Jam Recordings | Estándar / Edición Deluxe |
| Italia         | 20 de noviembre de 2012 | CD / CD+DVD | Universal Music    | Estándar / Edición Deluxe |
| Países Bajos   | 20 de noviembre de 2012 | CD / CD+DVD | Universal Music    | Estándar / Edición Deluxe |
| Polonia        | 20 de noviembre de 2012 | CD / CD+DVD | Universal Music    | Estándar / Edición Deluxe |
| Suecia         | 21 de noviembre de 2012 |             | Universal Music    | Estándar / Edición Deluxe |
| Argentina      | 6 de diciembre de 2012  | CD          | Def Jam            | Estándar                  |